# La Presse cherbourgeoise
La Presse cherbourgeoise est un ancien quotidien départemental français, rayonnant sur le Nord-Cotentin, dont le siège se trouvait à Cherbourg (Manche).
Son premier numéro paraît le 3 juillet 1944, ce qui en fait le premier quotidien de la France libérée. Il prend la suite de Cherbourg-Éclair, qui est interdit de parution à la Libération pour collaboration.
Sa direction est alors confiée à Daniel Yon, agréé par la Résistance.
La Presse cherbourgeoise paraît sous ce titre pour la dernière fois le samedi 3 octobre 1953 pour prendre le lundi 5 octobre 1953 la nouvelle dénomination de La Presse de la Manche .